# Route nationale 66
Die Route nationale 66, kurz N 66 oder RN 66, ist eine französische Nationalstraße.

## Geschichte
Diese Straßennummer wurde 1824 in das Nationalstraßennetz aufgenommen. Bis 1973 verlief die Straße von Bar-le-Duc bis zur Schweizer Grenze bei Basel. Sie geht auf die Route impériale 84 zurück. Die Länge betrug 270 Kilometer.
1887 wurde der 23 Kilometer lange Abschnitt von der Kreuzung südlich von Epinal bis Remiremont von der Nationalstraße N57 übernommen. Ab diesem Zeitpunkt bestand die Nationalstraße N66 aus drei Abschnitten.
Bis 1923, als die Voie Sacrée festgelegt wurde, endete die N66 im Zentrum von Bar-le-Duc ohne weiterführende Verbindung zum Nationalstrassennetz.
1973 erhielt der Abschnitt, der von Bar-le-Duc bis zu einer Kreuzung mit der Nationalstraße N4 verlief, die Nationalstraßennummer N135. Der Abschnitt von der Kreuzung mit der Nationalstraße N4 bis Epinal wurde dagegen zu einer Département-Straße herabgestuft.
2006 folgte dann die Herabstufung des Teilstücks von Mülhausen bis zur Schweizer Grenze. Den Vogesenhauptkamm überquerte die N66 am Col de Bussang auf 731 Metern über dem Meer. Dort befindet sich die Quelle der Mosel.
Zwischen dem Pass und Mülhausen wurde die Straße während der Besetzung Frankreichs im Zweiten Weltkrieg zur Reichsstraße 379 umgewidmet. Der Pass war im Zweiten Weltkrieg umkämpft. Abziehende deutsche Soldaten sprengten den dort vorhandenen Straßentunnel.

## Streckenführung
| Position | höchste zulässige Gesamtgeschwindigkeit | Fahrbahnen | km  | Typ                          | Abschnitt            | Längengrad | Breitengrad |
| -------- | --------------------------------------- | ---------- | --- | ---------------------------- | -------------------- | ---------- | ----------- |
| 1        | 110                                     | 2          |     | Beginn an Straße             |                      | 49.6766    | 5.0063      |
| 2        | 110                                     | 2          | 1   | Vollständiges Dreieck        | N43-N 58             | 49.6835    | 4.9919      |
| 3        | 110                                     | 2          | 2   | Teil-Anschlussstelle         | Bazeilles            | 49.6848    | 4.9810      |
| 4        | 110                                     | 2          | 2.5 | Vollständige Anschlussstelle | Balan                | 49.6831    | 4.9736      |
| 5        | 110                                     | 2          |     | Brücke                       | Maas                 | 49.6878    | 4.9437      |
| 6        | 110                                     | 2          |     | Radargerät in einer Richtung |                      | 49.6913    | 4.9172      |
| 7        | 110                                     | 2          |     | Vollständige Anschlussstelle |                      | 49.6945    | 4.9063      |
| 8        | 110                                     | 2          | 7   | Ende der Autobahn            | A203                 | 49.6968    | 4.9048      |
| 9        | 110                                     | 2          |     | Beginn der Autobahn          | A203                 | 49.7357    | 4.7499      |
| 10       | 110                                     | 2          | 0.1 | Teil-Anschlussstelle         | Villers-Semeuse      | 49.7356    | 4.7498      |
| 11       | 90                                      | 2          | 2   | Vollständiges Dreieck        | A 34/N43             | 49.7349    | 4.7212      |
| 12       | 90                                      | 2          | 3   | Vollständige Anschlussstelle | Charleville-Mézières | 49.7397    | 4.7107      |
| 13       | 90                                      | 2          | 0   | Radargerät in einer Richtung |                      | 49.7508    | 4.7029      |
| 14       | 90                                      | 2          | 5   | Vollständige Anschlussstelle | Charleville-Mézières | 49.7549    | 4.7028      |
| 15       | 70                                      | 2          | 5.5 | Brücke                       | Maas                 | 49.7594    | 4.7027      |
| 16       | 70                                      | 2          | 6   | Vollständige Anschlussstelle | Charleville-Mézières | 49.7624    | 4.7034      |
| 17       | 70                                      | 2          | 6.5 | Brücke                       | Maas                 | 49.7660    | 4.7060      |
| 18       | 70                                      | 2          | 7   | Ende in Stadt                | Charleville-Mézières | 49.7702    | 4.7112      |

## N266
Die N266 war von 1978 bis 2006 ein Seitenast der N66, der von dieser in Saint-Louis abzweigte und über die Trasse der N69 und N19 zur Grenze nach Basel-Burgfelden verlief.

## N2066
Die N2066 war von 2007 bis 2009 ein Seitenast der N66, der aus der alten Ortsdurchfahrt von Rupt-sur-Moselle entstand. Sie trägt heute die Nummer D466.

## Kurioses
Die Route nationale 66 ist zusammen mit der Bundesstraße 66 in Deutschland und der Route nationale 66 in Belgien Gegenstand des zweisprachigen Buchs Im Namen der Route 66 - Drei Reisen durch Europa von Roland Siegloff (Text) und Thierry Monasse (Fotos).